# Sŏsŏnggujŏk
Obvod Sŏsŏnggujŏk (korejsky 만경대구역) je jeden z městských obvodů Pchjongjangu, hlavního města Severní Korey. Nachází se na západě města. Leží na severním okraji městského jádra a hraničí s následujícími obvody: s Täsŏngem na východě a jihovýchodě, s Moranbongem a Potchongangem na jihu, s Hjŏngdžesanenem na západě a s Rjongsŏngem na severu. Vznikl v rámci správní reformy v padesátých letech dvacátého století.
Dále dělí na třináct podřazených jednotek zvaných tongy:
|           | Hangul | Hanča  |
| --------- | ------ | ------ |
| Čangsan   | 장산동 | 山\|洞 |
| Čanggjŏng | 장경동 | 慶\|洞 |
| Čungsin   | 중신동 | 新\|洞 |
| Hasin     | 하신동 | 新\|洞 |
| Kindžä    | 긴재동 | 재\|洞 |
| Namgjo    | 남교동 | 橋\|洞 |
| Rjŏnmot   | 련못동 | 못\|洞 |
| Sanghŭng  | 상흥동 | 興\|洞 |
| Sangsin   | 상신동 | 新\|洞 |
| Sŏčchŏn   | 서천동 | 川\|洞 |
| Sŏsan     | 서산동 | 山\|洞 |
| Sŏkpong   | 석봉동 | 峰\|洞 |
| Wasan     | 와산동 | 山\|洞 |